# Capilla del Hospital San Juan de Dios (Chillán)
La Capilla del Hospital de San Juan de Dios de Chillán, es un recinto religioso de la ciudad de Chillán, Chile. Es considerado Monumento Nacional desde el 30 de octubre de 1972.

## Historia
El Hospital San Juan de Dios y su Capilla fueron construidos el 22 de febrero de 1791 bajo la orden del intendente de Concepción de la época, don Ambrosio O'Higgins, siendo el cuarto hospital en crearse en el país. El nombre de "San Juan de Dios", se debe a Juan de Dios Bicur, quien fuera nombrado por O'Higgins como representante del intendente para su creación.
El hospital no fue concluido hasta la intervención del fray Rosauro Acuña, quien en 1809 intentara renunciar a su cargo, pero no consigue irse hasta 1813, puesto que, tras el Sitio de Chillán, es convertido en reo político por sus ideales patriotas.
El Terremoto de Concepción de 1835 destruyó las antiguas estructuras, trasladando el hospital al nuevo sitio de fundación de la ciudad, para posteriormente ser trasladado de manera definitiva en 1874. Posteriormente, un segundo sismo en 1939, destruiría sólo el hospital y conservaría en pie a la capilla. Ante la destrucción del hospital, la decisión de crear un nuevo recinto de salud, surge a raíz del testamento de Herminda Martin, quien cede su fortuna a la creación del Hospital Clínico Herminda Martin. La capilla es declarada monumento nacional en 1972.
El terremoto de 2010 produce grandes daños en la iglesia, las cuales se pretendía que fueran reparadas en conjunto a la construcción del nuevo Hospital Regional de Ñuble, cual ocuparía el terreno del antiguo Hospital San Juan de Dios. Sin embargo, ante la llegada de la Pandemia de COVID-19 en Chile, estos recursos fueron destinados en apoyo al combate contra la enfermedad.

## Arquitectura

### Zona Exterior

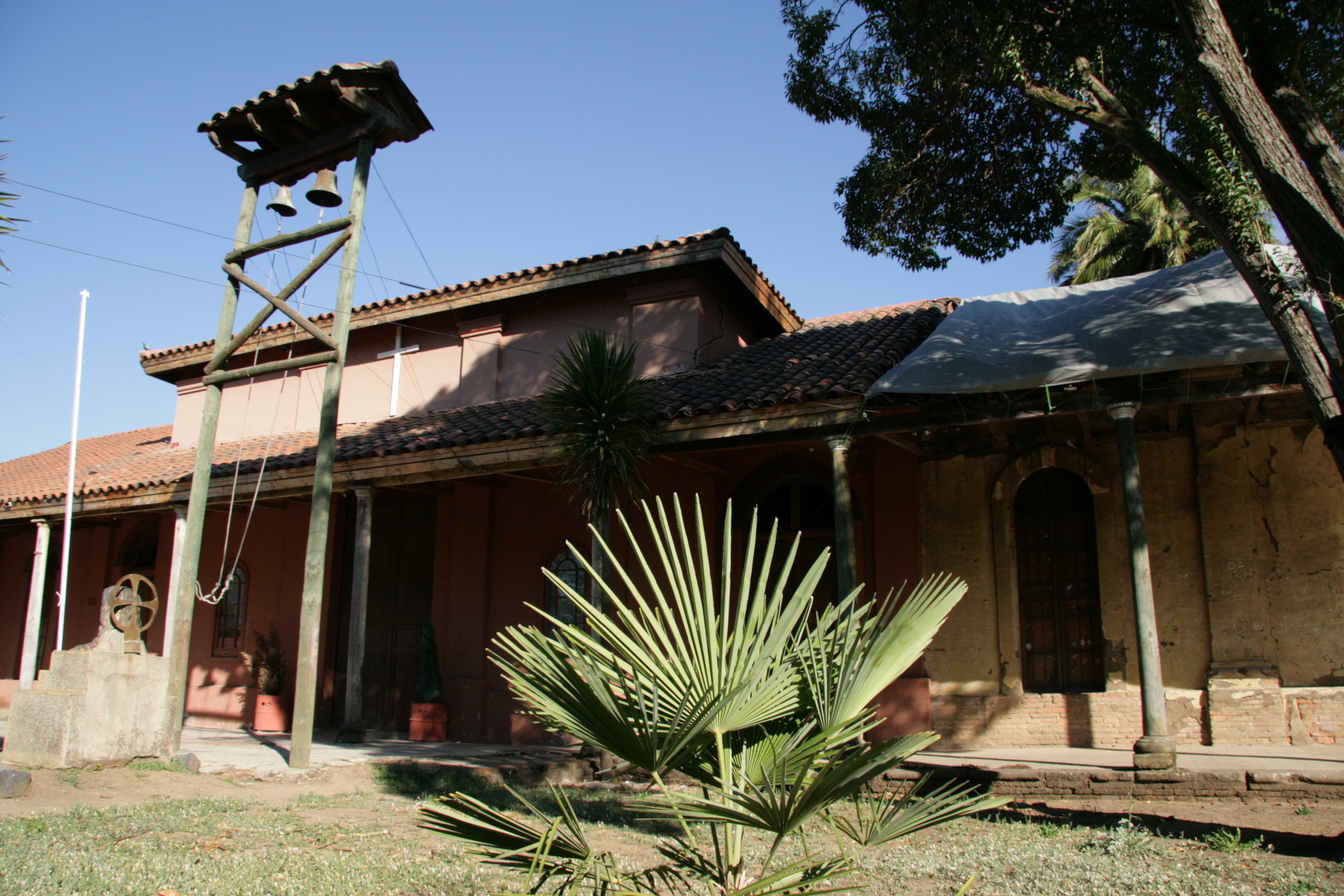
Aspecto de la capilla en 2011

Cabe destacar como primero que la Capilla en su construcción no formaba parte de la regla general de todas las iglesias, esta tenía dos funciones esenciales que era la sanación del cuerpo y abrigo del alma cristiana.  Esta forma parte una coherencia política y social de la época y que se extendió hasta la vida republicana de Chile.
El establecimiento mostraba desde el exterior una construcción de base rectangular hecho principalmente de adobe con una techumbre de tejados y está rodeado 3 de los 4  lados con un pasillo o corredor porticado. Los muros del templo tienen un metro de ancho y en la parte que rodea el altar son de adobe, con armazón interior de sarmientos de viñas, para darles mayor consistencia, unos de sus patios interiores aun se conserva la campana donde está rodeada de corredores con distintas estructuras de madera y su base piedra que reflejan una apariencia colonial de esos tiempos. Por último contiene dos nichos en donde se puede apreciar el tallado de madera de San Juan y el de San Roque. 

### Zona Interior
El altar es lo que más trabajado dentro de todo lo otro, constituido de 10 columnas de madera y encima de ellas se forman en un total de 12 arcos. Su cielo está compuesta de listones y formado por la convergencia de los nervios que parten del capitel de cada columna, constituye tal vez el único que aún existe en Chile.

## Galería

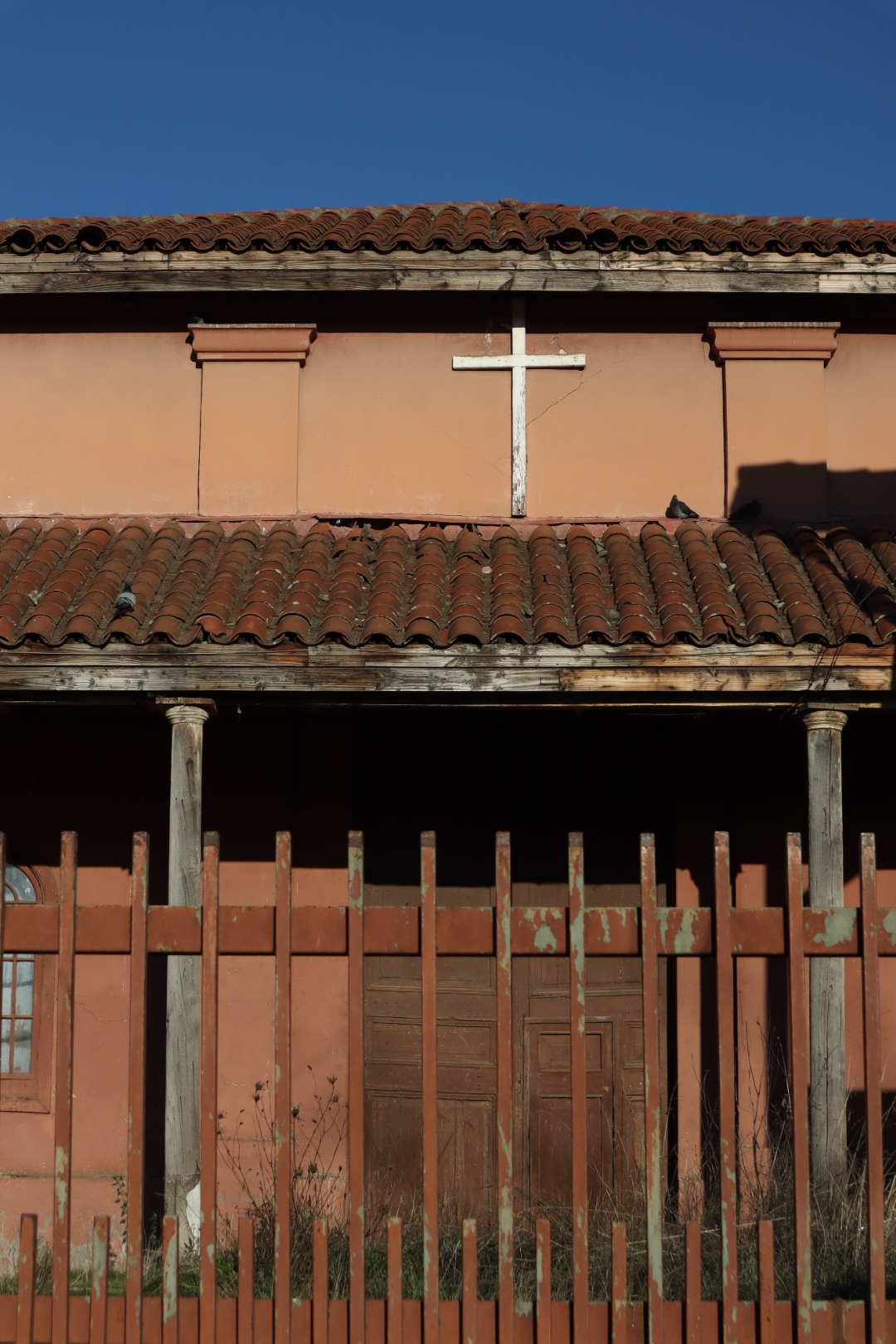
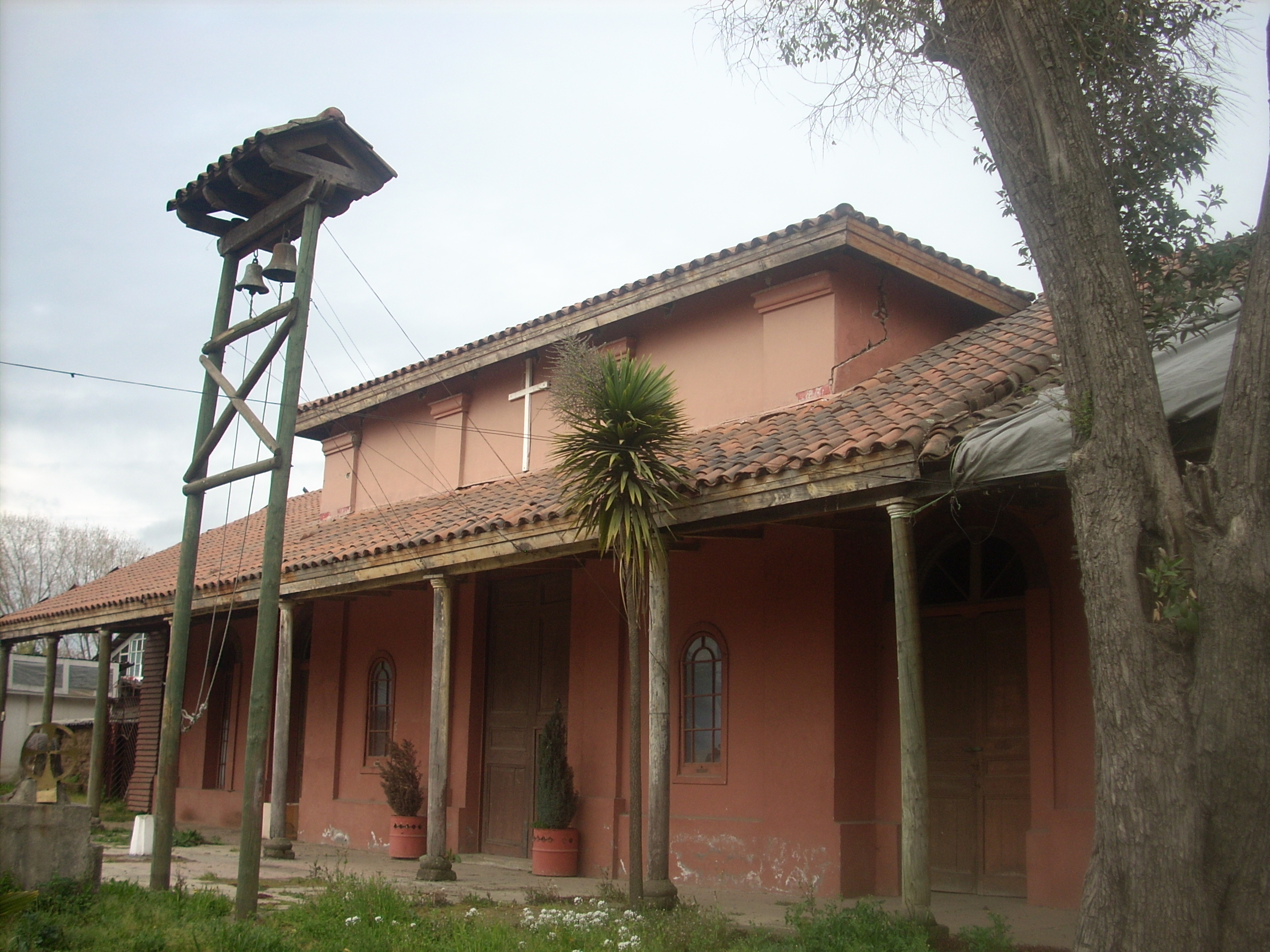
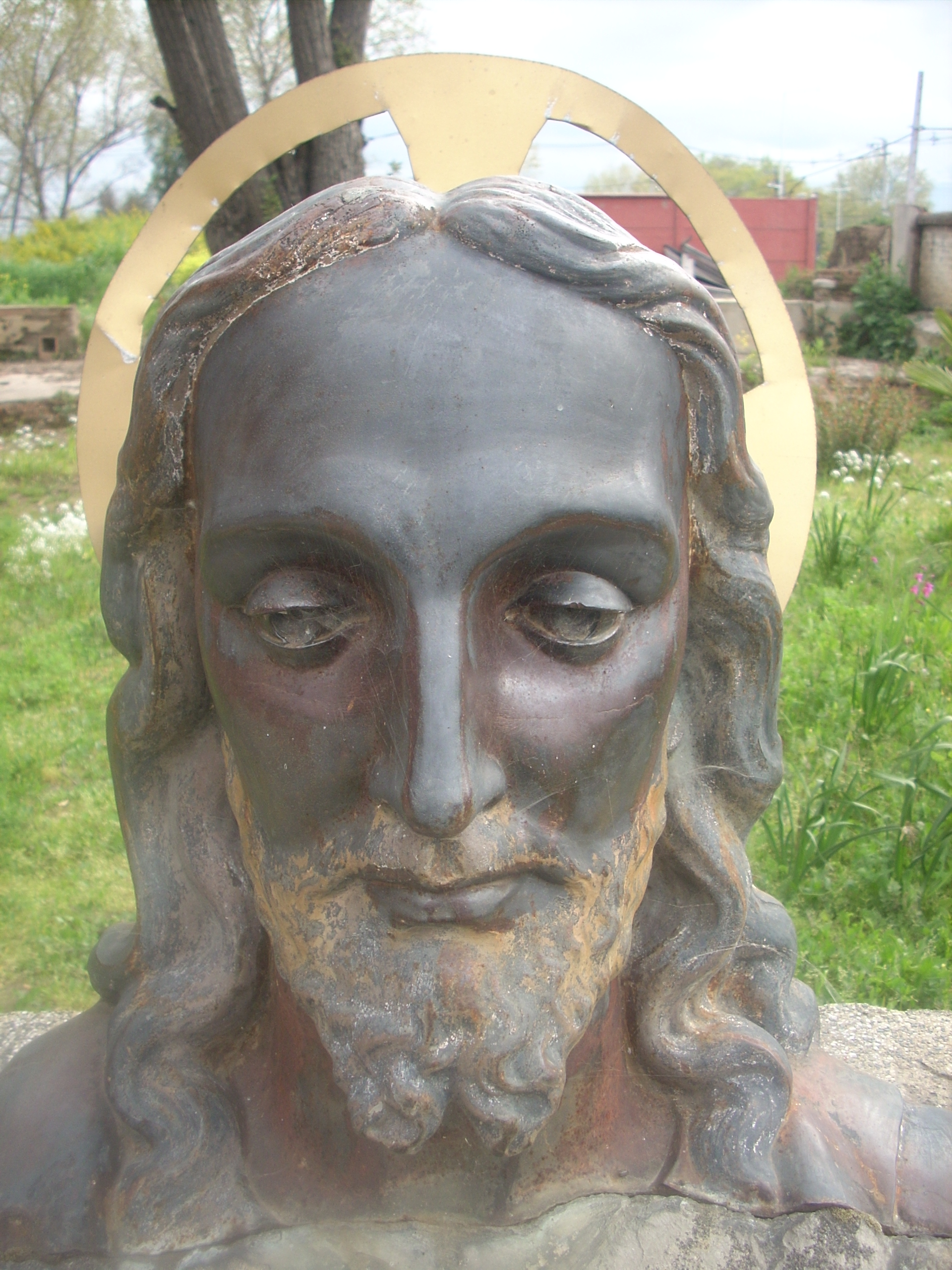
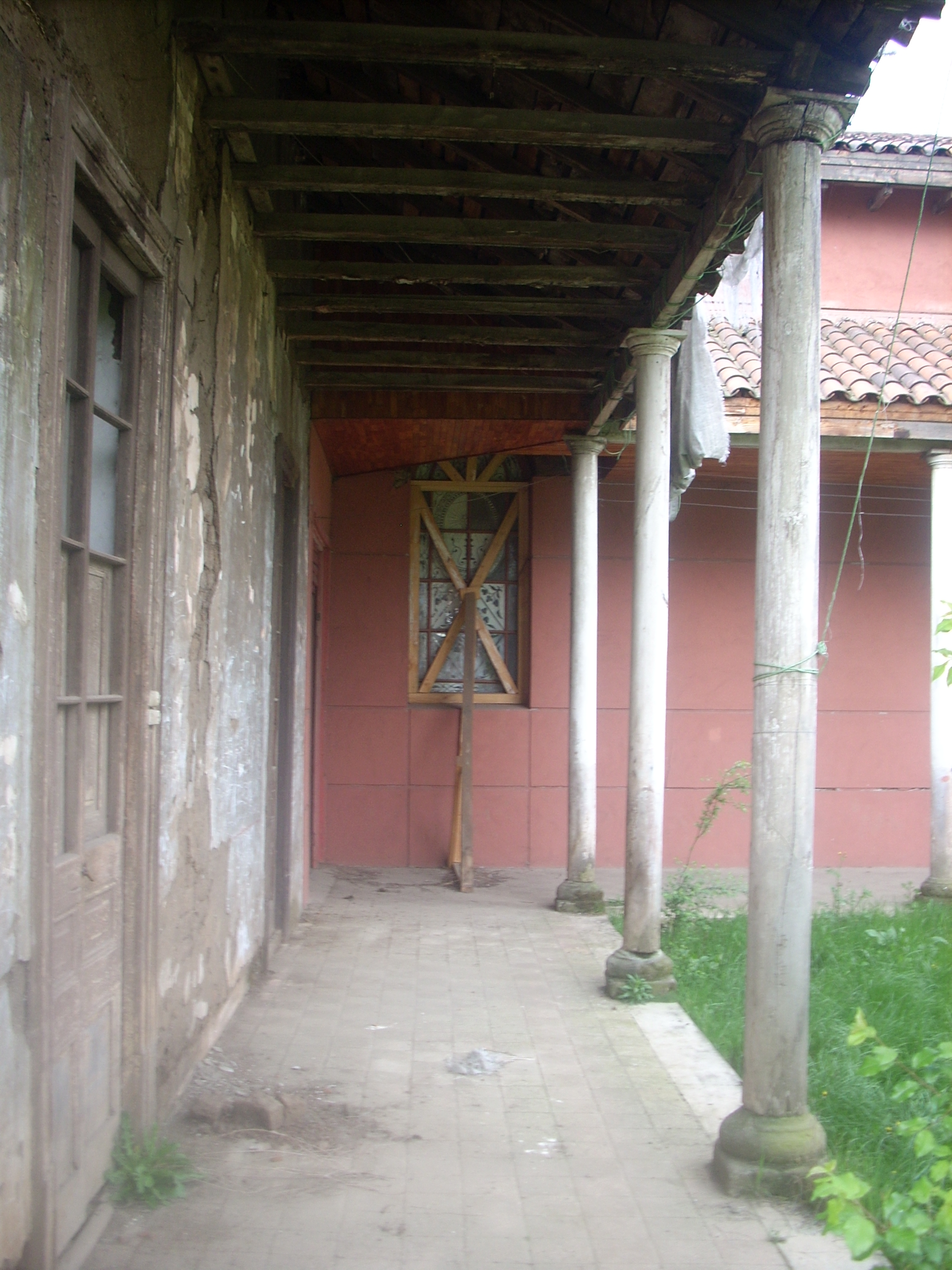
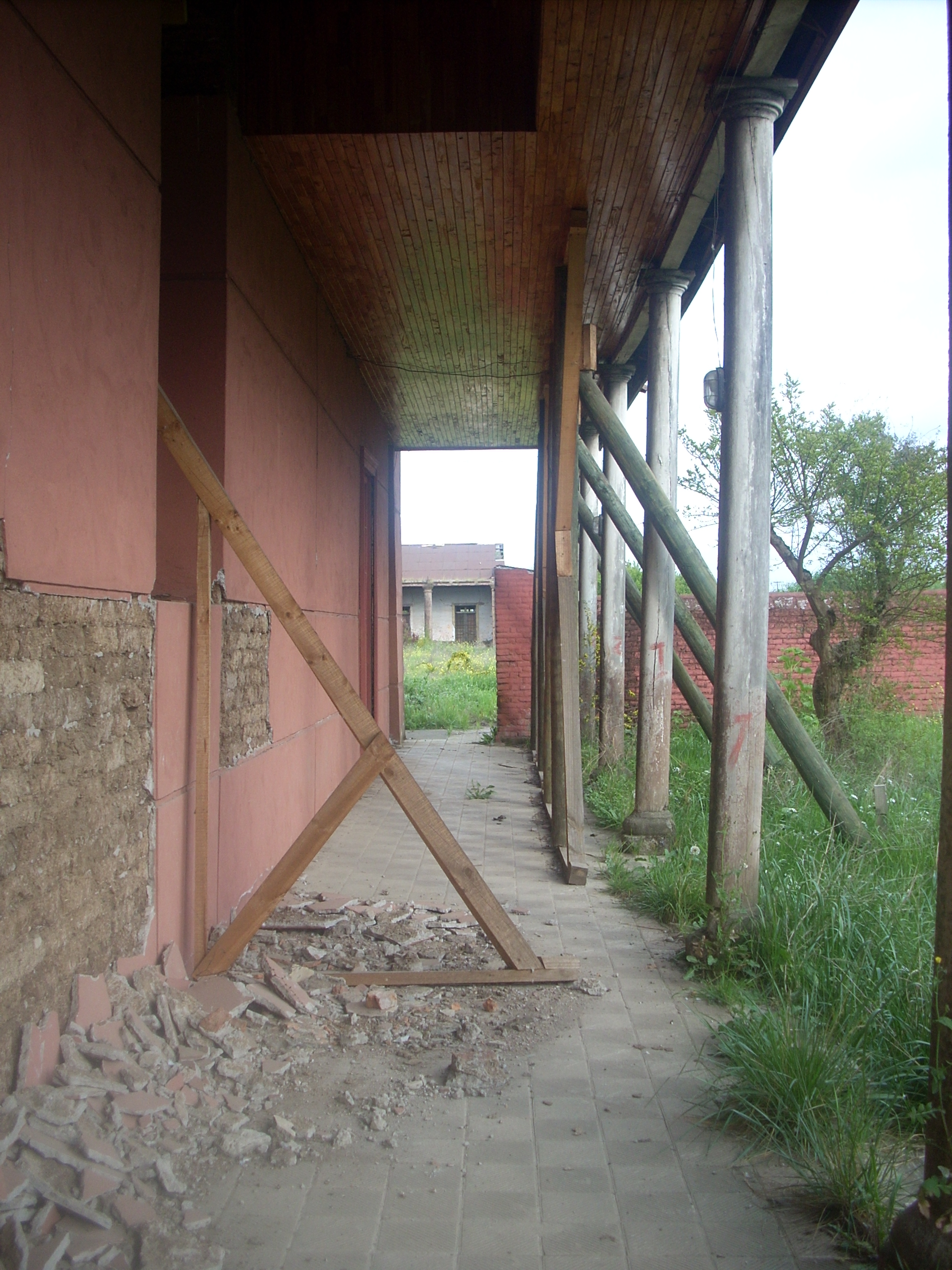
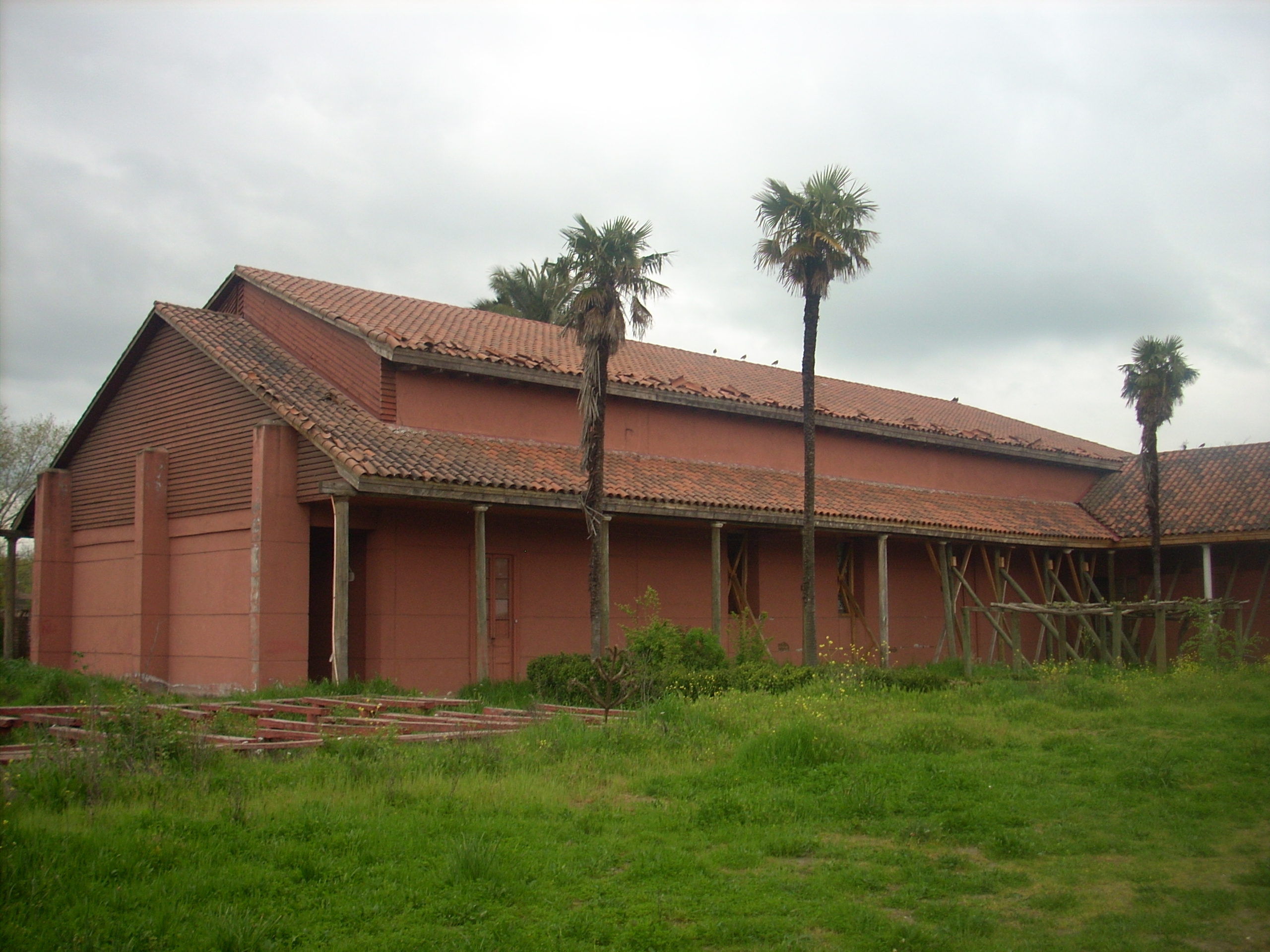